# 骆骑
骆骑（学名：[Cirsium handelii] 错误：{{Lang}}：文本有斜体标记（帮助））是菊科蓟属的植物，为中国的特有植物。分布于中国大陆的云南、四川等地，生长于海拔1,700米至3,400米的地区，多生于山坡草地、山坡林缘、灌丛中、林下以及荒地，目前尚未由人工引种栽培。